# Форур
Фору́р, также Фару́р (перс. فرور بزرگ‎) — принадлежащий Ирану остров в Персидском заливе Индийского океана. Расположен к юго-востоку от острова Киш, примерно в 230 км к юго-западу от Бендер-Аббаса. Административно входит в бахш Центральный шахрестана Абумуса остана (провинции) Хормозган. Наивысшая точка — 162 м. На острове расположен маяк.
В 16 км к юго-западу расположен остров Бени-Форур.